# Каскад зі спільним емітером

Підсилювальний каскад за схемою підключення транзистора зі спільним емітером на основі npn-транзистора (Схема з заземленим емітером)

При схемі підключення біполярного транзистора зі спільним емітером (СЕ) вхідний сигнал подається на базу, а знімається з колектора. Прицьому фаза вихідного сигналу відрізняється від вхідного на 180°. Підсилює і струм, і напругу.Дане підключення транзистора дозволяє отримати найбільше підсилення за потужністю, тому найбільш розповсюджена. Проте при такій схемі нелінійні спотворення сигналу значно більше. Крім того, при даній схемі підключення, на характеристики підсилювача значно впливають зовнішні чинники, такі як напруга живлення, або температура довкілля. Зазвичай для компенсації цих чинників застосовують негативний зворотний зв'язок, але він знижує коефіцієнт підсилення.
Біполярні транзистори управляються струмом. У схемі з СЕ — струмом бази. Напруга на переході база-емітер при цьому залишається майже постійною та залежить від матеріалу напівпровідника, для германію близько 0,2 В, для кремнію близько 0,7 В, але на сам каскад подається напруга керування. Струм бази, колектора й емітера й інші струми та напруги в каскаді можна обчислити за законом Ома і правилами Кірхгофа для розгалуженого багатоконтурного ланцюга.